# ムアンマル・アル＝カッザーフィー
ムアンマル・アル＝カッザーフィー（アラビア語: معمر أبو منيار القذافي, muʿammar ʾabū minyār al-qaḏḏāfī, 1942年6月7日 - 2011年10月20日）は、リビアの軍人・革命家・政治家で、大リビア・アラブ社会主義人民ジャマーヒリーヤ国（社会主義人民リビア・アラブ国）の元首。日本では一般にカダフィ大佐という呼称で知られている。
1969年のリビア革命で政権を樹立してから、長期に渡って政権を維持したが、2011年リビア内戦によってカダフィ政権は打倒され、カッザーフィーは反カッザーフィー派部隊によって2011年10月20日に殺害された。
1993年から2009年までは、1リビア・ディナール紙幣や50リビア・ディナール紙幣にカダフィの肖像が使用されていた。

## 名称表記
称号は「大リビア・アラブ社会主義人民ジャマーヒリーヤ国の最高指導者及び革命指導者」（زعيم وقائد الثورة في ليبيا, zaʿīm wa-qāʾid al-ṯawrah fī lībiyā, ザイーム・ワ＝カーイド・ッ＝サウラ・フィー・リービヤー）、「敬愛なる指導者」（الأخ القائد, al-aḫ al-qāʾid, アル＝アフ・ル＝カーイド）。
カッザーフィーの名称は世界各国で実に多様な綴りで表される。アラビア語リビア方言での一般的な発音に従うならばガッダーフィ（Gaddafi）であり、アルジャジーラなどではこの表記を採用している。カッザーフィー自身は、1986年にアメリカの学校に宛てた書簡では El-Gadhafi と署名している。しかし彼の公式ウェブサイトの各言語版では、El Gathafi 、Al Gathafi など複数の表記が見られた。国際連合安全保障理事会では、「カダフィ、ムアンマル・ムハンマド・アブミンヤール（Qadhafi, Muammar Mohammed Abu Minyar）」の名で本人特定をしている。
日本では「カダフィ大佐」という呼び名が一般的である。特に新聞などのメディア報道では「カダフィ大佐」という呼称がされている。明仁天皇とカッザーフィーが慶事等で祝電、答電を送り合う場合、日本語では「リビア国革命指導者カダフィ閣下」と表記され、彼自身の公式ウェブサイト（#外部リンク参照）日本語版でも敬称は「閣下」であった。
日本の新聞報道では、1969年から1977年までは「カダフィ革命評議会議長」、1977年から1979年までは「カダフィ全国人民会議書記長」、1979年に一切の公職を退いてからは「カダフィ元首」「カダフィ国家元首」「リビアの国家元首カダフィ前書記長」などと表記されていた。しかしカッザーフィー政権のリビアは、公式には「直接民主制」（ジャマーヒリーヤ）を標榜しているために、政府や国家元首は存在しないことになっていた。このためか、1985年あたりからは「リビアの最高指導者カダフィ大佐」と表記されるようになった。
読売新聞は2011年リビア内戦以降、彼本人が「もう軍人でも大佐でもない」と言っているとして、それまで使用してきた「リビアの最高指導者カダフィ大佐」の表記をやめ、「リビアの最高指導者カダフィ氏」と表記している（2011年2月19日東京本社版朝刊国際面より）。

### 「大佐」の語義の諸説
カッザーフィーが「大佐」（العقيد, al-ʿaqīd, アル＝アキード。英訳: colonel）と呼ばれている理由については諸説がある。いずれの説でも、カッザーフィーが敬愛するエジプトのガマール・アブドゥル＝ナーセル大統領が「陸軍大佐」であったからそれに倣った、という点は一致している。
なお、カッザーフィー政権での事実上の国家元首が軍の中堅幹部階級である「大佐」であることに違和感を覚える向きも多い が、当該政府は建前上「国家元首」の概念そのものを否定しているのであり、リビアの国家元首をあらわす称号が「大佐」だというわけではない。当然ながら、リビア軍には大佐より上の階級（将官）も存在し、軍の司令官であり、士官学校時代以来のカッザーフィーの友人であるアブー＝バクル・ユーニス・ジャーベルは准将（عميد, ʿamīd, アミード）であった。
「大佐」はニックネームであるという説
エジプトのナーセルの地位が大佐であったため、自らもニックネームとして大佐を名乗ったのが定着した。
また2011年2月23日の中日新聞及び東京新聞国際面の特派員記事によれば、カッザーフィーは軍籍を離れて久しいが、「リビアでは、元軍人に敬意を払うため、退役した時の最終階級で呼ばれる慣習がある」ため、以後もニックネームで大佐と呼ばれているにすぎないという。
「大佐」は軍事上の階級であるという説
カッザーフィーの軍事上の階級はもともと中尉（ملازم أول, mulāzim ʾawwal, ムラーズィム・アウワル）であったが、1969年の革命によって、エジプトのナーセルに倣って儀礼的に大佐に昇格した。その後も、革命の初心を忘れないようにということで大佐の階級のままであった。在東京のリビア人民局（事実上の大使館）はこの説明を採っていた。ただし、カッザーフィー自身は「私はもう軍人ではないので『大佐』と呼ばないで欲しい」と発言していたという。

## 生涯

### 生い立ち
1942年、カッザーフィーは、リビアの砂漠地帯に住むベドウィン（アラブ化したベルベル人のカッザーファ部族）の子として、スルトで生まれた。ムスリムの学校で初等教育を受ける。第一次中東戦争の影響を受け、エジプト自由将校団の中心人物であるガマール・アブドゥル＝ナーセルのエジプト革命に魅せられ、アラブの統一による西洋、特にキリスト教圏への対抗を志す。1956年のスエズ危機では反イスラエル運動に参加する。ミスラタで中等学校を卒業、歴史に特に興味を示した。

### 軍人として
1961年にベンガジの陸軍士官学校に進んだ。在学中から仲間たちとサヌーシー朝王家打倒を計画し自由将校団の組織を始める。1965年に卒業するとイギリス留学に派遣され、一年後に帰国して通信隊の将校となる。ただしイギリスに留学経験があるものの英語は苦手のようで、1986年4月に米軍がトリポリを空爆し米・リビア関係が極度に緊迫した時期、アメリカのある小学校の生徒たちがカッザーフィーに世界平和を求める手紙を書いて送ったところ（先制攻撃したのはアメリカなのだが）、カッザーフィーは全員に英語で返事を書いたが、文法やつづりが間違いだらけだったという逸話がある。2007年8月の朝日新聞国際面の特集でも「カダフィ大佐は外国要人と会談する際に最近、英語も上達してきたようだ」との特派員の記述がある。

### 政権掌握

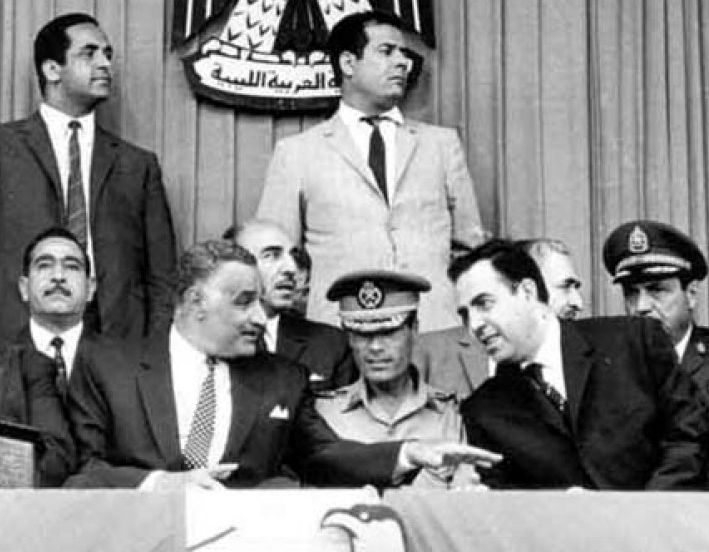
クーデター成功後、アラブ首脳会議に出席したカッザーフィー（中央軍服姿）
両隣にナセル（エジプト）とアタッシ（シリア）の両大統領。

1969年9月1日、カッザーフィーは同志の将校たちと共に首都トリポリでクーデターを起こし、政権を掌握した。病気療養のためにトルコに滞在中であった国王イドリース1世は廃位されて王政は崩壊、カッザーフィー率いる新政権は共和政を宣言して国号を「リビア・アラブ共和国」とした。同年11月に公布された暫定憲法により、カッザーフィーを議長とする革命指導評議会（日本のメディアは終始一貫して「革命評議会」と呼称していた）が共和国の最高政治機関となることが宣言された（カッザーフィーが革命指導評議会議長と公表されたのは翌年）。

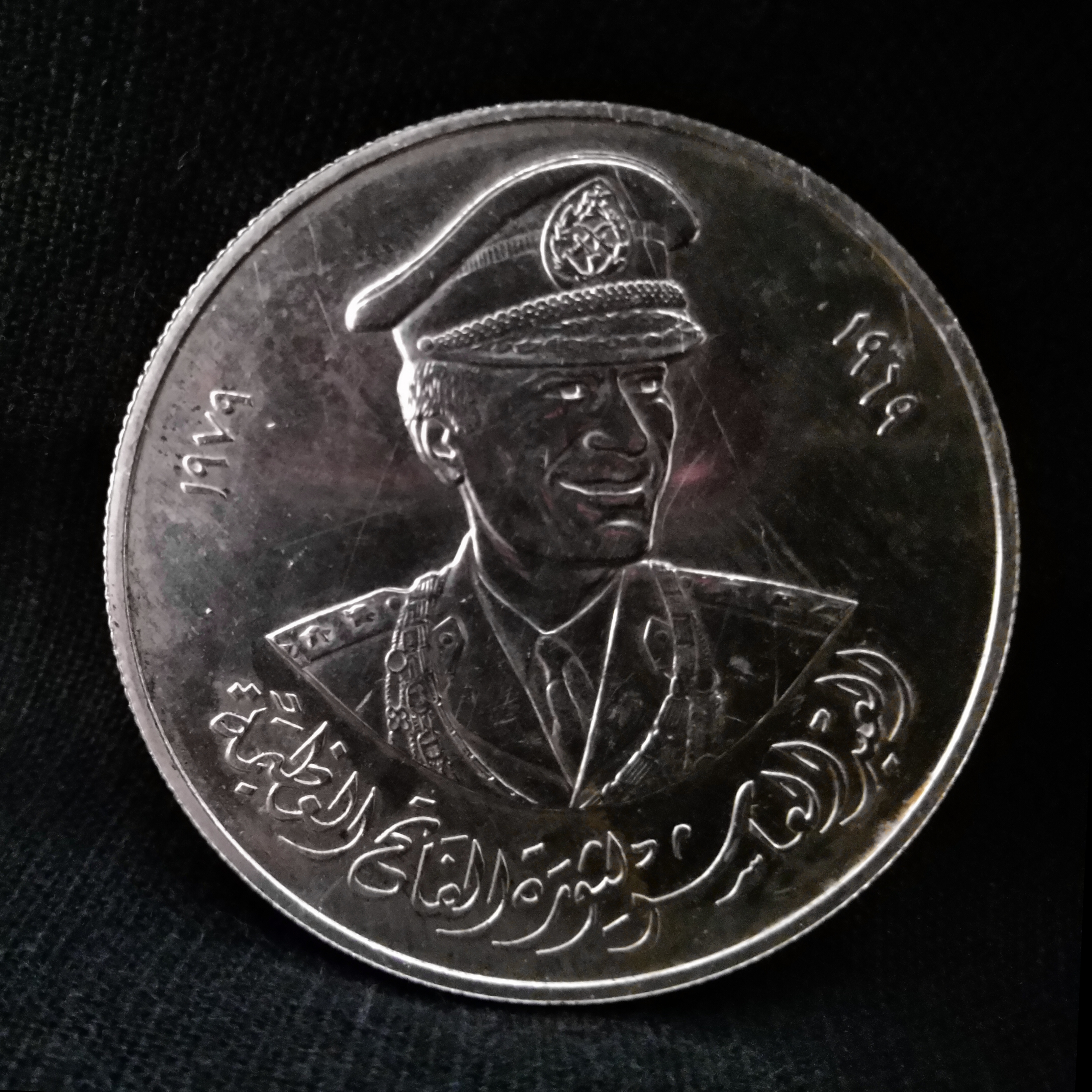
1969年リビア革命の10周年を記念して発行されたカッザーフィーの肖像入りメダル

カッザーフィーは1973年より「文化革命」を始め、イスラームとアラブ民族主義と社会主義とを融合した彼独特の「ジャマーヒリーヤ」（直接民主制と訳される）という国家体制の建設を推進していった。翌年には「政治理論の研究に専念するため」として革命評議会議長職権限をナンバー2のジャルード少佐に委譲した（あくまで権限移譲であり、退任はしなかった）。1976年には毛沢東語録に倣い、自身の思想をまとめた『緑の書』という題名の本を出版した。緑とは、イスラームのシンボルカラーで、社会主義の赤に対して「イスラム社会主義」を象徴する。そして1977年、カッザーフィーは人民主権確立宣言を行い、「ジャマーヒリーヤ」を正式に国家の指導理念として導入した。これにより、国号も「社会主義リビア・アラブ・ジャマーヒリーヤ国」（1986年に「大リビア・アラブ社会主義人民ジャマーヒリーヤ国」と改称）に改められた。ジャマーヒリーヤ体制のもと、国権の最高機関として全国人民会議が設置され、カッザーフィーが初代全国人民会議書記長（国会議長職に相当し国家元首としての権能も有した）に就任した。その後カッザーフィーは1979年に全国人民会議書記長を辞任して一切の公職を退いたが、「革命指導者」の称号のもと、実質上の元首としてリビアを指導した。

### 汎アラブ主義・反米主義路線
カッザーフィーは、ナーセルの汎アラブ主義の後継者として1972年にはエジプトのアンワル・アッ＝サーダート、シリアのハーフィズ・アル＝アサドと組んで汎アラブ主義三か国によるアラブ共和国連邦を構想したが、本格的な統合を見ないまま5年後に解消している。1970年代はカッザーフィーの汎アラブ思想に振り回されたエジプトのサーダート大統領からは「頭のてっぺんから足の爪の先まで狂っている男」と評されており、中華人民共和国にアブデルサラム・ジャルード首相を派遣して核兵器の購入を申し出て中国政府を驚愕させたこともあった。後にリビアがIAEAの査察を受け入れた際に中国製の核爆弾設計図が報告されるもこれはパキスタンから流入したものとされる。

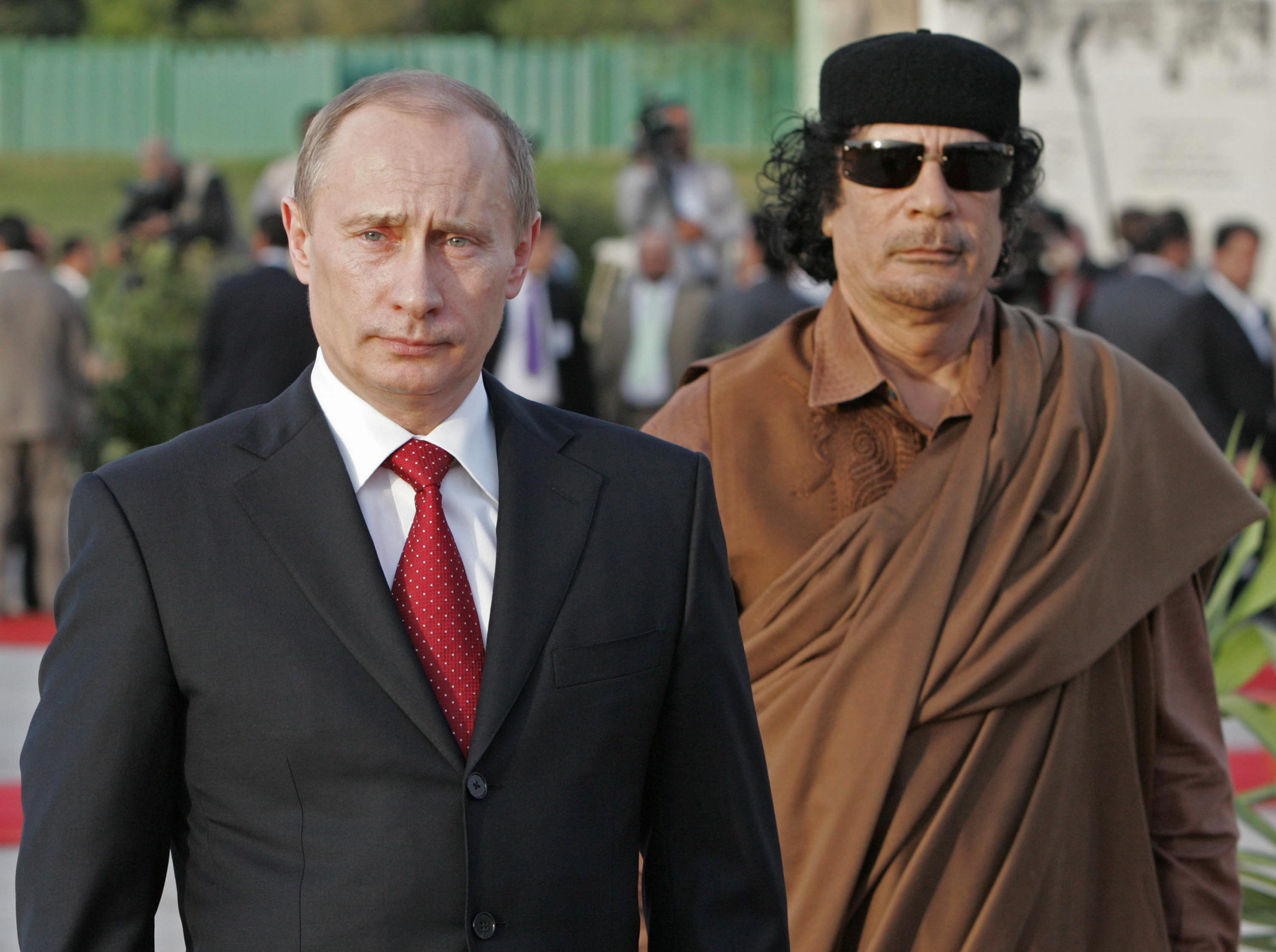
2008年4月、プーチンとカッザーフィー

カッザーフィーはパレスチナ解放機構 (PLO) の有力かつ公然の支持者であった。そのため1979年にサーダート大統領がイスラエルと和平したエジプトとの関係を決定的に悪化させた。また、資金援助などを通じて西アフリカを中心に影響力を維持していたほか、地域機関であるサヘル・サハラ諸国共同体 (CEN-SAD) を創設し、アフリカにおける影響力拡大の足場としていた。
当時のカッザーフィーの欧米諸国との関係は常に対立的で、アラブ最強硬派と目されていた。1984年の駐英リビア大使館員による反リビアデモ警備をしていた英国警官射殺事件 (Murder of Yvonne Fletcher) 、1985年のローマ空港・ウィーン空港同時テロ事件、1986年の西ベルリンディスコ爆破事件など、テロ支援の問題から欧米との関係は悪化の一途をたどり、1970年代と1980年代の欧米やイスラエルに対する過激派のテロを支援した疑惑がもたれていた。それに対し、アメリカはカッザーフィーの居宅を狙って空爆する強硬手段（リビア爆撃）を取り、カッザーフィーを暗殺しようとした。カッザーフィーは外出しており危うく難を逃れた。1988年の死者270人を出したパンナム機爆破事件はリビアの諜報機関員が仕掛けたテロであるとされるが、カッザーフィーは容疑者の引渡しを拒否し、国連制裁を受ける。そのためリビアは当時のアメリカのロナルド・レーガン政権から「テロリスト」「狂犬」として名指しの批判を受け、以後アメリカとの対立は続いた。
この経験から、以降は住む場所を頻繁に変えていたという。また、この空爆の直前、作戦に反対だったイタリア政府（当時政権の座にあったベッティーノ・クラクシ首相、ジュリオ・アンドレオッティ外相の決断による）から極秘に空爆を通告されていたことが後日判明した。汎アラブ主義に対する評価はさまざまであるが栗本慎一郎等一部保守派の中にも死後に「カダフィーの内政やテロ支援での独裁政治はともかく石油の関税自主権を国際石油資本から取り戻し国民にも一定の繁栄をもたらした。」と評価する声もある。

### 冷戦後の路線

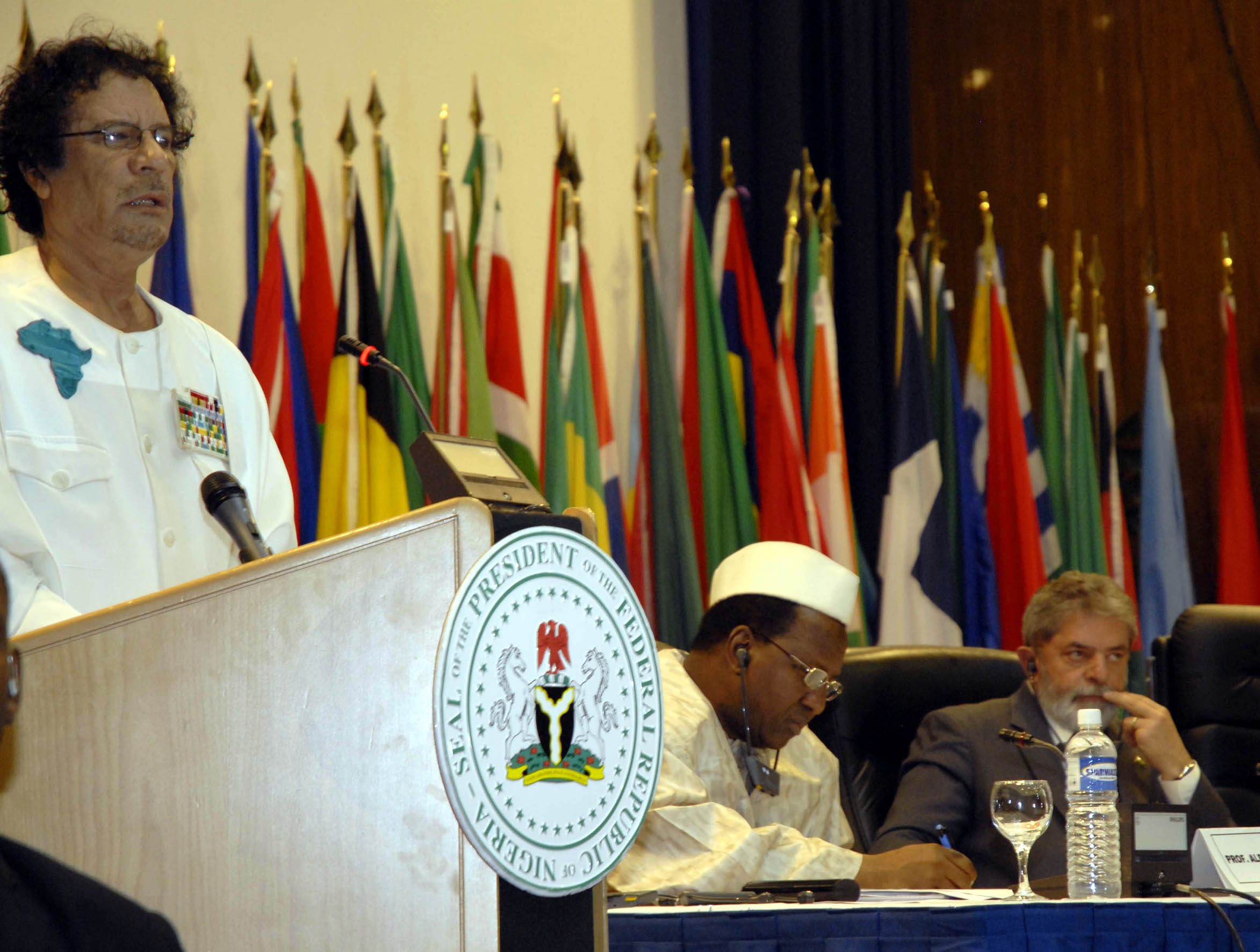
2006年

アメリカによる経済制裁を受けて以降、カッザーフィーの態度には変化が訪れる。
1988年3月3日にカッザーフィーはトリポリにある刑務所の壁を自らブルドーザーを運転して破壊、囚人400人を恩赦により解放するパフォーマンスをおこなった。こうしたポピュリズム的な派手なパフォーマンスで国民から支持を得る一方で、1999年にはパンナム機爆破事件の容疑者のハーグ国際法廷への引渡しに応じ、2003年8月、リビアの国家としての事件への関与は否定しつつも、リビア人公務員が起こした事件の責任を負うとして総額27億ドルの補償に合意した。カッザーフィーは、2001年9月11日のアメリカ同時多発テロ事件に際して、アラブ諸国の中でアル＝カーイダに対する激しい非難を表明した指導者の1人であり、世界的なテロ批判の風潮に乗りリビア国内のイスラーム過激派組織「リビア・イスラーム戦闘団」と戦った。
さらにはイラク戦争の後、ジョージ・W・ブッシュ政権率いるアメリカなど西側諸国によって新たな攻撃対象にされるのを恐れてか、2003年末には核放棄を宣言し査察団の受け入れを行った。アメリカなどはこれらの対応を評価しそれまで行っていた経済制裁などを解除し、テロ国家指定から外す措置を取った。そして2006年5月15日にリビアとアメリカの国交正常化が発表された。リビア政府はパンナム機爆破事件などの遺族補償として、15億ドルを米政府に支払った。一方の米側も、一連のテロの報復として米軍機がリビアを空爆した際の民間被害に対し、3億ドルの支払いに応じていた。2008年10月にはアメリカ人犠牲者への補償金の支払いが完了し、国交を完全に正常化。2009年7月のラクイラサミットでは、夕食会の記念撮影の際にバラク・オバマ米大統領と握手を交し、国交正常化を印象付けた。なおオバマ大統領についてカッザーフィーはリビア国内での演説で「オバマはイスラム教徒である」との誤った認識を語ったことがある。
こうした態度の変化には、カッザーフィーの政治的関心が、各国間の対立が激しくて進展を見せない「汎アラブ主義」から、欧米との利害対立が比較的少ないといわれている「汎アフリカ主義」に移行したことにあるのでは、という指摘があった。事実、2000年にトーゴで開かれたアフリカ統一機構 (OAU) 首脳会議に、長年同機構とは疎遠であったカッザーフィーが出席して地域統合の必要性を唱え、2002年のアフリカ統一機構からアフリカ連合への改組ではリビアは主導的な役割を果たした国の1つだった。
2009年9月にリビア革命40周年記念式典が行われ、リビア原油の主要輸出先であるイタリアのベルルスコーニ首相が植民地支配の謝罪・賠償合意に訪問し、式典にはベネズエラのチャベス大統領、スーダンのバシール大統領、ジンバブエのムガベ大統領、カタールのハマド首長、フィリピンのアロヨ大統領、イラクのハーシミー副大統領らが姿を見せ、最高指導者のカッザーフィーと笑顔で握手するなどした。リビアの国営通信社によると約50カ国から首脳や閣僚らが参列したが西側諸国は参加せず多くはアフリカや中東諸国だった。

#### 2009年国連総会での演説
態度を軟化させたとはいえその特異な言動と舌鋒は衰えを見せず、2009年9月23日に初めて出席した国連総会では、ニューヨーク郊外のニュージャージー州に遊牧民族の伝統に則りテントを張り、そこを宿にした。
また一般演説の席上、国連安保理を「テロ理事会」と批判。国連安保理常任理事国にのみ与えられている拒否権を、国連憲章の前文で謳われている加盟国の平等に反するものと批判し、演壇から国連憲章を投げ捨ててみせ大国による体制を批判したほか、「ターリバーンが作りたかったのは宗教国家だったのだ。だったらバチカンのように作らせてやればいい。バチカンがわれわれ（ムスリム）にとって危険な存在だろうか」と発言。さらに「オバマがずっと執権していればいい。オバマはアフリカの息子であり私の息子でもある」、「ケネディ元大統領が暗殺されたのはイスラエルに査察団を送り込んだため。調査した方がいい」「豚インフルエンザ（2009年新型インフルエンザ）はワクチンを売るために人工的につくられたもの、ワクチンは無料で提供しなければならない」などと発言した。カッザーフィーの演説は規定の時間である15分を上回る、1時間36分の長時間にわたった。この演説に対してオバマ大統領、ヒラリー・クリントン国務長官などは、はじめから退席。イラン大統領のマフムード・アフマディーネジャードも途中で退席。矢継ぎ早に言葉が飛び出す長時間の演説に、国連のアラビア語の同時通訳士が疲れきり、途中で交代する場面も見られた。
なお、この際に国連憲章を投げ捨てた行為は、2年後に同じ国連総会の場で、自らの政権を打倒したリビア国民評議会のマフムード・ジブリール執行委員会委員長（暫定首相）によって批判されることになる。

#### 政権崩壊
隣国チュニジアのジャスミン革命の影響を受け、2011年2月、カッザーフィーの退陣を求める欧州の影響を受けた大規模な反政府デモが発生。国民に対し徹底抗戦を呼びかけたが欧米を中心とした軍事介入と、欧州に援助された旧王党派などの反カッザーフィー派の蜂起を招き、2011年8月24日までにカッザーフィーは自身の居住区から撤退。反政府勢力により首都全土が制圧され、政権は事実上崩壊した（2011年リビア内戦）。
内戦が展開するなか、2月26日に国連安保理は全会一致で国際連合安全保障理事会決議1970を採択、6月27日に国連安保理から付託を受けた国際刑事裁判所は人道に対する罪を犯した疑いでカッザーフィーに逮捕状を請求し、9月9日に主任検察官から要請を受けた国際刑事警察機構は身柄拘束のための国際手配を行った。

#### 殺害
8月に事実上政権が崩壊した後も抗戦を続けたカッザーフィーだったが、9月21日には評議会軍が南部サブハを制圧、更に10月17日にバニワリドを制圧し、2011年10月20日、リビア国民評議会は旧政権派の最後の拠点であったスルト周辺でカッザーフィーが死亡したと発表した。死亡の経緯については陥落したスルトから複数の護衛車両と共に脱出を試みた所をNATO軍（フランス空軍の戦闘機ミラージュ2000とアメリカ空軍の無人攻撃機RQ-1 プレデター）による航空攻撃を受け、破壊された車両から「近郊の下水排水口に逃げ込んだ所を反カダフィ派部隊に拘束」され、「その場で死亡した」という点では国民評議会、NATOを初めとする関係勢力、各国報道機関などで概ね一致している。しかしこの様な結果になった経緯については大きく異なる見解が出されている。
リビア国民評議会は「カッザーフィーをベンガジなどの主要都市に移送する予定であった」が、「途中で旧政府軍との戦闘が発生し、その銃撃戦に巻き込まれて死亡した」と公式見解を発表した。だが複数の消息筋は旧政府軍との戦闘はなく、カッザーフィーに対する私刑として民兵が射殺したと報道された。また殺害直後の現場を撮影した映像が流出し、そこではカッザーフィーの血塗れの死体を取り囲んで歓声を上げる民兵の集団が映されている。また更に死体を半裸にして地面に投げ出す、殴る蹴るなどの暴行を加えるなどの非倫理的行為が行われている。アルジャジーラなどの報道機関がこの事実を報道するとカッザーフィーの死亡経緯についての国民評議会の見解に大きな疑問が投げかけられた。
国際法において戦時捕虜の処刑は不法行為であり、本来であればカッザーフィーに対する処分は公の裁判を経て決める必要があり、またカッザーフィーにはその権利が基本的人権として認められていた。もし意図的に捕虜にしたカッザーフィーを処刑したのであれば国際法違反となり、国際社会からの批判は避けられない。国連はリビア国民評議会に「カッザーフィー死亡の経緯について追加調査と説明を行う義務がある」と勧告した。アムネスティ・インターナショナルは「新政権は（旧政権のような）虐待の文化と決別しなければならない」として、復讐を名目とした戦争犯罪はカッザーフィー政権への反乱の正当性を失わせると指摘した。NATO軍は自軍の攻撃がカッザーフィーの拘束・殺害双方において決定打となったのではないかとの報道について、「（カッザーフィーが）乗っているのは知らなかった。個人は標的にしていない」と戦争犯罪に加担した可能性について釈明に追われた。
21日、インターネットに殺害時の映像を掲載した反カッザーフィー派兵士は「自分が殺害した」とした上で、殺害の理由については「ベンガジかミスラタのいずれに連行するかで議論になり、自軍の拠点に連行できる見通しが無くなった為にその場で処刑した」と述べたと報道されている。この説の場合、民兵間の口論に巻き込まれる形で処刑された事になる。またこの兵士はカッザーフィーが捕らえられたのは下水排水口ではなく路上であり、NATO軍の車列攻撃は無関係であると主張している。他に同じくカッザーフィー殺害を主張する少年兵士が存在しており、カッザーフィーが所持していた金色の拳銃を奪って射殺したという。
22日、カッザーフィーの遺体はリビア西部のミスラタに運ばれ、埋葬方法や時期についての議論がまとまるまでに遺体の腐敗を防ぐため、ミスラタにあるショッピングセンターの大型冷蔵室に遺体を保管する事が決定した。同日中に生存説などを払拭するために遺体の一般公開が行われ、カッザーフィーの遺体を一目見ようと数百人が行列を作ったという。
遺族関係者などはカッザーフィーの故郷で死亡地点でもあるスルトへの埋葬を求めていたが、国民評議会は最終的にこれを拒否し、10月25日の未明に砂漠の中の秘密の場所にカッザーフィーの遺体を埋葬したと発表した。遺体を埋葬した場所がカッザーフィーの支持者によって「聖地」にされることを防ぐため、国民評議会は遺体の埋葬場所を公表しないとしている。カッザーフィーの死の報を聞いたリビア国民が歓喜している写真や映像が全世界に配信され、改めて独裁政治の抑圧の凄まじさを死してなお見せ付ける結末となった。
さらに、1984年に当時30歳の男性が、反体制テロリストの嫌疑を掛けられてベンガジのバスケットボール場で多数の児童たちを立ち会わせた見世物裁判にかけられ、コート内で絞首刑に処せられるまでの一部始終を撮影したベータマックステープがヒューマン・ライツ・ウォッチの関係者により発掘された（提供したのは処刑された男性の兄弟だった）。この映像はデジタル化した上で公開された。（詳細は英語版を参照）。この処刑はカッザーフィー政権初の公開処刑とされ、映像はリビア国営テレビでリビア全土に中継されていた。

## 国際関係

### アラブおよびその周辺
エジプト
エジプトのガマール・アブドゥル＝ナーセル大統領に心酔しており、クーデターで政権を握った翌年に初めてエジプトを訪問、ナーセルと会談している。が、直後にナーセルは急死、その後、エジプトとリビアは20年にわたって友好、敵対の関係を繰り返すことになった。
当時、汎アラブ主義を唱えていたカッザーフィーは、1973年エジプトを訪問しサーダート大統領に対し、エジプトとリビアの合併を執拗に迫り、「サーダートが合併に合意するまで帰国しない」と主張しエジプト側を大いに困らせたことがある。1977年にエジプトとイスラエルが和解するやカッザーフィーはPLO、イラク、シリアとともに反エジプトの急先鋒に立ち、国交を断絶し、エジプトをアラブ連盟から追放した。そしてエジプトと同じだった国旗を一夜にして緑一色に変更した。その後もカッザーフィーはサーダート政権の打倒を繰り返し呼びかけ、1981年、実際にサーダートが暗殺されるとトリポリ放送を通じ「いかなる暴君にも必ず終りがある。自由の戦士たちよ、おめでとう」と祝福の声明を出した。後継のホスニー・ムバーラク政権に対しても敵意をむき出しにし、1985年にはスーダンでクーデターが起きた際に「エジプト国民もムバーラク政権も打倒せよ」と呼びかけ猛反発を買った。1989年5月に開催されたアラブ首脳会議ではエジプトの20年ぶりの連盟復帰が議題にされることになっていた。これにカッザーフィーは強く抗議し国営ジャマヒリア通信を通じ「エジプトが復帰するなら絶対に会議に参加しない。いかなる理由があろうと絶対に認めない」と強硬姿勢を示していた。が、突然方針を変更、会議に参加しエジプトの復帰が決まるとムバーラクに急接近し、翌年には17年ぶりにエジプトを訪問し国交を回復、後年まで友好関係は続いていた。1998年にカッザーフィーが骨折して入院した際にはムバーラクが病院へ見舞った。
他の中東・北アフリカ諸国
1974年、イラン皇帝モハンマド・レザー・パフラヴィーの支配体制打倒を呼びかけ、皇帝と激しい対立関係に陥った。1979年、イラン革命が起きると関係を修復し、翌年勃発したイラン・イラク戦争ではアラブ諸国の中でも珍しくシリアとともにイランを支持・支援した。
その後モロッコのハッサン国王（1984年にカッザーフィーが14年ぶりにモロッコを訪問して和解）やチュニジアのハビーブ・ブルギーバに対しても敵対発言をしたかと思えば和解を繰り返すなどしている。サウジアラビア国王のアブドゥッラー・ビン・アブドゥルアズィーズともアラブ首脳会議で罵りあって退席したりと対立が続いていたがのちにカタール国王のハマド・ビン・ハリーファ・アール＝サーニーの仲介で和解している。
1982年、イスラエル軍のレバノン侵攻でPLO議長のヤーセル・アラファートの動向に世界中の注目が集まる中、「アラファートがいまだ独身なのは彼がホモだからだ」と突然発言。この発言はアラファートからは相手にされなかったものの、1992年4月にアラファートの乗った飛行機がリビアの砂漠で不時着した際は議長を救助し真っ先に病院に見舞った。この当時、リビアはパンナム機爆破事件の容疑者引き渡し問題で国連制裁を受ける瀬戸際にあった。アラファートは「私はわが友人、カッザーフィーの側に立たねばならない」とリビアを擁護。カッザーフィーとアラファートの関係は決して悪いものではなかった。
1990年、湾岸危機が起きた際にはイラクとクウェートの和解を目指して提案を行ったが失敗している。
1991年10月にパレスチナ問題の解決を目指しマドリードで開かれた中東和平会議の際には「我々がヒトラーの尻ぬぐいをする必要はない」とイスラエルとの和平交渉を厳しく批判した。翌年オスロ合意にも反発し1995年からはリビアから一切のパレスチナ人を追放した。そしてイスラエルとパレスチナがひとつの国家「イスラティナ」を樹立すべきだと提案したが相手にされず、その後もアラブ首脳会議でイスラティナ構想を提唱しているがパレスチナのマフムード・アッバース議長からは苦笑いされるだけで終わっている。1995年、イスラエル首相のイツハク・ラビンが暗殺された際には国営ジャマヒリア通信を通じ「彼の手は虐殺されたパレスチナ人の血で染まっている」と歓迎声明を出した。
1999年、ヨルダン国王のフセイン1世が死去した際、ヨルダン王制の打倒を呼びかけた。しかしその後、後継のアブドゥッラー2世とは関係は悪くなかったようで、リビア革命40年記念式典にもアブドゥッラーは招待されて出席している。
2006年12月、イラクのサッダーム・フセインが処刑されると「彼は殉教者になった」としてリビアは3日間喪に服した。1979年に副大統領だったサッダームとカッザーフィーはバグダードで会談している。ただ、カッザーフィーは1992年に国連制裁を受けた際に同じく制裁を受けていたイラクのサッダーム政権に友好協力を呼び掛ける書簡を送ったことがあるものの、同じアラブの反米指導者とはいえそれほど親しい間柄にあったわけでも無かった（イラン・イラク戦争でリビアがイランを支持したこと、イラクのクウェート侵攻をリビアが批判したことも原因）。
2009年11月、FIFAワールドカップアフリカ予選試合でエジプトとアルジェリアが険悪な関係となる中で、アラブ連盟のムーサ事務局長がカッザーフィーに仲介を要請、カッザーフィーはこれを受諾した。

### 欧米
旧ソ連
1974年、ソビエト連邦を初めて友好親善訪問。軍事的な同盟関係にあるにもかかわらずレオニード・ブレジネフとの会談でソ連の対外政策を厳しく批判、ソ連指導部の表情を曇らせた。1980年代には反米姿勢を強めてワルシャワ条約機構に参加すると表明してソ連指導部を驚かせた。
フランス
1984年に地中海のクレタ島でフランス大統領のフランソワ・ミッテランと会談。フランス大統領との会談は1973年に訪仏して以来11年ぶりだった。その後2007年にニコラ・サルコジがリビアを訪問するまでフランス大統領とは会談をする機会がなかった。同年カッザーフィーがフランスを34年ぶりに訪問した際にはルーヴル美術館訪問のために交通をすべてストップし、サルコジとの会談ではサルコジが会談後の記者会見で「大佐に人権改善を要請した」と話したものの、カッザーフィーは「そのような話はなかった」と発言するなど大いに話題をまいた。
フランスの司法当局は、サルコジが2007年の大統領選挙で勝利した際にカッザーフィー側から5,000万ユーロに及ぶ違法な資金援助を受けた疑いがあるとして、退任後の2018年に汚職などの容疑で訴追した。
アメリカ
1976年、ニューズウィーク誌が「CIAがアラブ各国とともにいかなる手段を使ってでもカッザーフィー議長を打倒することで合意した」と報道。この頃からアメリカは強硬派カッザーフィーを警戒していた。
1986年4月にアメリカ軍の空爆を受けた際は「ベトナム戦争のビデオを見ていた」と当時語っている。なおこの空爆では間一髪で爆撃を逃れたとされる。のち1989年になって当時のマルタ政府が空爆情報を事前にリビア側に伝えていたとされたが、のちにイタリア政府も事前に伝えていたことが明らかになった。この空爆ではしばらく公の場に姿をみせず、死亡説も流れたが、数日後、国営テレビでアメリカを厳しく非難する演説を行い健在を誇示した。この演説はアフリカの地図をバックに、海軍の軍服姿で行った。カッザーフィーは陸軍軍人だがこのときなぜ海軍の軍服姿だったかは不明。翌1987年、シリア大統領のハーフィズ・アル＝アサドと会談した際にアメリカを激しく非難、再び米・リビア関係が緊迫した。2004年6月、アメリカ合衆国第40代大統領のロナルド・レーガンが死去した際には国営通信を通じ「レーガンが、86年に行ったリビアの子供らに対する醜悪な犯罪について、裁判で釈明せずに死去したことを非常に憂慮する」との声明を出した。
1992年8月31日、クーデターでの政権掌握23周年を記念してテレビ演説し、「アメリカの民主党はユダヤ人の支持する大きな組織だ」として共和党への支持を表明。これまでのリビアの外交政策を転換して欧米諸国との関係改善に意欲を示し注目された。
スイス
2008年12月、カッザーフィーの五男がスイスで婦女暴行容疑で一時拘束される事件が発生。のちに息子は釈放されたもののカッザーフィーは激怒し、スイスへの石油供給を停止する報復措置をとったうえ、リビア滞在中のスイス人ビジネスマン2人を拘束した。
スイス政府はリビアとの交渉の末、ハンス＝ルドルフ・メルツ連邦大統領がリビアを訪問してカッザーフィーに事実上謝罪した。しかし当初これでビジネスマン2人は解放され大統領とともに帰国するとみられていたが結局解放されず、スイス国内では大統領批判が起きた。リビアは拘束されたスイス人を裁判にかける動きに出た。またカッザーフィーは「スイスを分割してしまうよう」国連に提案するなどした。スイス大統領は9月の国連総会の際にカッザーフィーと会談して早期釈放を働きかけたが、カッザーフィーは「私の息子は侮辱を受けた」と述べ、解放を確約しなかった。スイス人2人は紆余曲折の末、2009年11月9日にようやく解放され、スイス大使館に保護された。
しかしその後、リビアは2人を裁判にかけた（結果は1人は無罪、1人は有罪で禁固4か月の判決）。これで問題は収束するかと思いきや、今度はスイスが一部のリビア人の入国を禁止する措置をとり、これに反発したリビアがスイス人を含む欧州人（英国人は除く）の入国を禁止すると発表するなど外交報復合戦に発展している。その後、EU各国の仲介努力がなされ、リビアはスイス大使館が保護している無罪だった1人の国外退去は認めチュニジアに出国させたが、有罪だったもう1人の身柄引き渡しを求めてスイス大使館を武装警察隊が包囲する事態に発展。スイスは国際外交法に違反する行為だと非難した。しかしこのスイス人は自ら禁固刑に服すると表明し、スイス大使館を出たところ、リビア警察に手錠を掛けられ、刑務所に連行されていった。カッザーフィーは演説でイスラム教のモスクを破壊する異教徒の国だ、としてスイスに対する「聖戦」を呼びかけた。さらにリビアはスイス製品の輸入を全面禁止するなど報復がエスカレートしている。
このカッザーフィーの聖戦の呼びかけについて2010年2月にアメリカ合衆国のクローリー国務次官補が記者会見で、2009年でのカッザーフィーの国連演説での振る舞いをひきあいに「私の記憶では沢山の言葉と沢山の紙が飛び交ったが余り筋が通っていなかった」などと発言した。リビア側がこの発言に反発し、公式謝罪がなければトリポリのアメリカ企業に対して何らかの措置に出る可能性があると警告した。米・リビア間の外交問題に発展しかねない情勢となったため、同次官補は急きょ駐米リビア大使と会談するなど事態の鎮静化に動きだし、「大佐を中傷する意図はなかった。発言は米国の政策を反映したものではなく、私の発言が二国間関係のさらなる発展を妨げる障害になったことを遺憾に思う」と釈明し事実上謝罪した。またこれを受けてリビアと米国の関係を話し合うためにフェルトマン国務次官補（中東担当）が2010年3月にリビアを訪問した。
イタリア
2009年6月、イタリアを初訪問。黒い陸軍軍服姿で空港に降り立ったカッザーフィーは「イタリアが（昨年）我々に謝罪したため、私はここに来た」と語り、胸にはかつてイタリア軍に絞首刑にされた反植民地闘争の英雄オマル・ムフタールの写真をつけていた。友好訪問でこのようなことを行う首脳は異例であり国際常識では考えられないことである。訪問中、ローマ大学での講演には2時間近く遅れ、関係者らを激怒させたあげく、下院議長のジャンフランコ・フィーニとも会談予定だったが、予定の時間から2時間たっても現れず、議長は「遅刻の理由の説明もないままだ」と会談をキャンセル、その後に予定されていた国会議員らとの会合も取り止めになるなどわがままぶりを発揮した。このような遅刻や突然の会談キャンセルはリビア国内でも日常茶飯事である。 女性団体での会合では「アラブでは女性がこれまで家具のように扱われてきた」と述べ、アラブ諸国での女性の地位・権利向上に理解を示した。
トルコ
1996年、リビアを友好訪問したトルコの首相に対しトルコがイスラエルやアメリカと友好関係にあることなどを厳しく非難した。

### アジア
日本
1973年7月のドバイ日航機ハイジャック事件では、自国のベンガジにあるベニナ空港にハイジャック機が降り、現地で犯人グループ（日本赤軍とパレスチナ解放人民戦線（PFLP）の混成）は投降、人質を解放した。このときカッザーフィーは投降した犯人グループが第三国に出国することを黙認していた。
カッザーフィーは、日本のラブホテルで使用しているのと同じ回転ベッドを日本より輸入し使用していた。この事実は1986年、トリポリの住居をレーガン政権下のアメリカ軍機に爆撃され、アメリカ政府の非人道性を訴えるため各国の報道陣に爆撃現場を公開した時に発覚した。公式サイトで使用されている、カッザーフィーの背後に世界地図が描かれている画像には日本列島がない（そのほかイギリスをはじめ、いくつかの島が省略されてしまっている）。
1995年1月に阪神・淡路大震災が発生した際には、「経済力で悪魔（アメリカ）に奉仕してきた日本人に天罰がくだった」と国営ジャマーヒリーヤ通信を通じて声明を出した。日本の外務省から「国際常識にもとる発言」だとしてただちに抗議に遭う。
2009年11月には、当時、日本リビア友好協会会長だった小池百合子と会談した。この時、小池からは、土産としてWiiが送られた。また「アフリカ支援の見返りとして石油利権の優先権を与える用意がある」とし、更に日本と深い関係にある欧米に対する態度が軟化した事で、今後リビアと日本の関係は進展していくと思われていた。
2009年12月15日、明治大学軍縮平和研究所が主催する衛星回線を使った対話集会に参加、講演を行ったあと、大学生らの質問に答えた。日本について「私はこれまで日本人を困らせたくないので、話すことを避けてきた」「欧米諸国と違い、日本はアフリカ大陸で植民地政策や侵略行為をしなかった」「国連で日本はアメリカに追随してばかり。もっと自由な意思を持たないといけない」「広島と長崎に原爆を落としたアメリカの（軍の）駐留を認めているのは悲しいことだ。あなたたちの祖父などを殺した国となぜ仲良くなれるのか」「日本はアジアの近隣諸国との友好、信頼関係を重視すべきだ」などと語った。またオバマ大統領について、イラク戦争の幕引きに乗り出したことなどを念頭に「（ブッシュ）前大統領の政策を継承する大統領ではない」と指摘しアフガニスタンへのアメリカ軍増派についても「総撤退する前に兵力を増強して威力を示すのは軍事戦略上の常識だ」と発言した。一方、中華人民共和国やインドについては「移民してアフリカの人々を追い出そうとしている」と語ったが「（アフリカの）石油を守ると言って軍隊を送り込む欧米と比べれば（中華人民共和国は）悪くない」と述べるなど、弁舌は健在だった。
韓国
2003年11月、韓国の仏教人権委員会はカッザーフィーを反独裁、民族解放運動を支援し、民主主義と自由、平等のために戦う闘争家と称え、外部勢力に対抗して、自由と平等、正義という大義を守るために行った先駆者としての役割を高く評価し「仏教人権賞」を授与した。

### その他の国
1997年、国連制裁で飛行が禁止されているにもかかわらずクーデター後のニジェールを訪問し熱狂的歓迎を受けた。
2009年2月、アフリカ・ウガンダの地元大衆紙が同国の部族王国の皇太后とカッザーフィーが「不倫関係にある」と報道。怒った駐ウガンダ・リビア大使が裁判所とウガンダ・メディア委員会に起訴した。委員会は10月、同紙に対し、5万ドル（約450万円）の損害賠償と謝罪文の掲載を命じた。
2010年3月中旬、宗教対立が続くナイジェリア情勢に関連してカッザーフィーはナイジェリアが北部のイスラム、南部のキリスト両教徒を中心とした2国家に分かれればよい、と発言した。これにナイジェリアが猛反発し、駐リビア大使を召還した。それにも関らずその後もカッザーフィーは「ナイジェリアは旧ユーゴスラビアのようになるのがふさわしい」と声明を発表した。

## 国際会議等での発言・パフォーマンス
外遊の際などには必ずといっていいほど自国大使館の庭にテントを張って野営、そこで首脳会談を行うなどした。これは自分がベドウィン（遊牧民）出身であることを強調するためであるとされる。また若い女性兵士をボディーガードとして引き連れて行動する。この女性たちは西側メディアからは「カダフィ・ガールズ」と呼ばれた。
1989年9月、ベオグラードで開かれた非同盟諸国首脳会議に出席。会場外にテントを張り、ラクダを空輸して話題をさらった。この際、テントの中で日本をはじめ外国メディアとの会見に応じ、当時世界を席捲していたソビエト連邦のペレストロイカについて「私は支持している。しかし我々のほうが先に『緑の書』で革命を行っている」と語った。またレバノンでの欧米人人質は解放されるべきだ、とも語った。首脳会議での演説では「イスラエルをアラスカに移してしまえ」と発言した。
1990年、国際会議で「イスラエルにミサイルを打ち込むべきだ」と発言したが、イスラエルは「いつものカッザーフィー発言だ」として相手にしなかった。
2009年11月、国連サミットにおいて発展途上国の貧困へのアピールとして総長以下、各国国家代表も参加した「断食」のパフォーマンスを尻目に、500人のイタリア美女を集めたパーティを催し、その健在ぶりを誇示した。
2010年3月にシルトでアラブ連盟首脳会議を開催、開催国としてアラブ各国首脳を出迎えたが、カッザーフィーへの個人的わだかまりなどから加盟22カ国・機構のうち出席した首脳は10か国あまりにとどまった。前日の外相会議ではイラクの外相がカッザーフィーが以前に旧バース党のメンバーらと会談したことを非難、抗議して退場する一幕もあった。
2010年6月12日、ワールドカップ開催中、リビア国内での演説で国際サッカー連盟 (FIFA) について「選手の人身売買を行っている国際的なマフィアだ」と批判した。「貧しい国から選手を金で買い、練習をさせて金持ちの国に売っている」と主張し貧しい小国もワールドカップの開催地となる権利があると強調、「FIFAは人身売買でもうけた金で、貧しい国でのW杯開催を手助けすべきだ」と述べた。ちなみにリビアはこの年のワールドカップでは予選で敗退し本大会には出場していない。
2011年2月、騒乱状態のリビアにて、「中華人民共和国の天安門事件では、戦車によって人々が蹂躙されて中国の統一が保たれた。国家の統一のためならどんなこともする」と述べ、反体制派に対する虐殺などの弾圧を正当化した。これに対し、中華人民共和国外交部は困惑するも「リビアができるだけ早く社会の安定と正常な秩序を回復するよう強く希望する」として、カダフィの発言については批判しなかった。なお、当時の中国は首都トリポリとカッザーフィーの故郷スルトを結ぶ鉄道の建設などリビアで複数の権益を抱えており、内戦を受けて軍艦や輸送機などを派遣して中国人労働者3万人をリビアから退避させた。中国国内ではアラブの春に影響された中国ジャスミン革命も起きており、中国政府はカッザーフィー政権への武器提供疑惑が取り沙汰されていた。

## テロ行為の疑惑と変容
1978年8月31日、レバノンのイスラーム教シーア派ウラマー、ムーサー・アッ＝サドルがリビア訪問中に行方不明になった。リビア側は一貫して同師らはローマに向け出国したと説明してきたが、イタリアに入国記録はなく、レバノン司法当局はリビア政権が関与し誘拐、殺害した可能性が高いとして2008年8月27日、誘拐教唆などの容疑でカッザーフィーらリビア人計8人の逮捕状を取った。
1980年5月、国外に逃れた反体制派リビア人に対しただちに帰国するよう命令を出し、「帰国しない場合は命は保証しない」と恐怖の通告を行った。その後実際に欧州各地で亡命リビア人が何者かに殺害される事件が相次いだ。この事件についてナンバー2のジャルード少佐は当時「我が国では深遠なる革命が起きているのだ。革命有志たちが行っていることだ」と語っていた。
1988年にはテロ支援をやめると宣言を出す。「アラブの暴れん坊」から「地中海の紳士」へ変貌か？とも言われたが当時世界からは全く相手にされなかった。
1992年4月、パンナム機爆破事件の容疑者引き渡し問題で国際連合がリビアに制裁を課した。この時カッザーフィーは「制裁が発動されればリビア国内のすべての油井に火を放つ」などと発言していたが実行はしなかった。また過去に何度か「もうアラブ連盟を脱退する」などの発言を行ってきたが実行に移した事はなかった。

## 人物像

### 容貌
アラブの指導者のなかではめずらしく、長い間ひげをたくわえない人物であったが、2000年あたりから口やあごに無精ひげを生やし始めていた。髪は長髪に伸ばし、軍帽の脇から髪が振り出している肖像が公開されている。

### 派手な衣装
1970から80年代までは陸軍軍服姿や質素なベスト姿が多かったカッザーフィーだが、1990年あたりからさまざまな民族衣装や独特の服装を好んで着るようになっていた。あるときは白や黒の陸軍士官制服姿だったり、ベレー帽に野戦戦闘服姿だったり、アフリカの過去の著名な指導者の姿がプリントされたサファリルックだったりした。スーツの場合は純白のものを好んで着ることが多く、ネクタイは殆どしなかった。民族衣装は茶色、紫色、紺色、深紅色、青色などさまざまな色彩のものを着て登場した。またサングラスを着用していることが多かった。

### 私生活
カッザーフィーは「指導者が豊かさを享受するのは国民の後でよい」という理由から住居は兵舎を使用していると公言していた。
しかしこれはあくまで公においてのことであり、実際は暗殺を回避するため、1970年代から、「バアブ・アル＝アズィースィーヤ」と呼ばれる対空機関砲を備えた重装備の要塞のような場所に居住・執務していたとされる。1986年4月にアメリカ軍に空爆された際は、この「バアブ・アル＝アズィーズィーヤ」から掘られた地下トンネルで脱出したことが1990年に明らかになっている。また車で国内移動の際も豪華なベンツ等に自身が乗っていると装いつつ、後続の護衛車に乗っている場合が多かった。これも暗殺を防ぐためだったと考えられる。また海外での国際会議に出席する際には、現地のホテルなどを使用せず、軍事用テントを設営して宿泊していた。
また複数の豪邸、専用ヨットなど贅沢三昧な私生活を送っていた事は国民の間にも知られていた。アメリカに敵対しながらアメリカの有名な女性歌手を借り切った豪華客船に招き家族で私的なコンサートを楽しむなど独裁者として日々の饗宴を満喫していたが、この女性歌手は後に出演料を返却した。
1986年、米軍の爆撃により破壊された首都トリポリの自宅を世界のマスメディアに向け自ら公開、その際に、日本のラブホテルで使用されるような「回転ベッド」の愛用が明らかになり、国際社会の失笑を買った。
また公的な資金もカッザーフィーの思うがままに使用された。サッカー好きの息子サーディーを自ら所有するクラブアル＝アリSCの選手とし、さらにリビア代表の選手に仕立て上げただけでなく、イタリアの名門クラブであるユヴェントスFCの株を国営公社に買い取らせ、役員に就任させている。そのほかにもセリエAに多額の資金援助を行い、ペルージャやウディネーゼ、サンプドリアに所属させたが、力量不足であり、通算2試合だけしか出場できなかった。また、世界有数の強豪国であるアルゼンチン代表を高額なギャラでリビアに招き親善試合を開催したこともある。
反乱軍によるリビア制圧後には、豪奢な邸宅と完全カスタムされたフィアット・500EV等の高価な私財が発見された。そのほか海外に天文学的な金額の隠し財産があることも判明し、如何にして現在のリビア政府に戻すべきか検討もされている。
2016年になって、カッザーフィー政権時代のリビアが、タックスヘイヴン（租税回避地）を隠れ蓑にする形で、核兵器開発に向けての取引を実施していたことが明らかになった。
ドナルド・トランプとの関係
2009年９月に国連総会に出席するため訪米したカッザーフィーはニューヨークのセントラルパークに宿泊用のテントを設営するよう求めたが、これが却下され、代わりにニューヨーク郊外ベッドフォードにテントを設営した。しかし、建築法に違反するとして当局から撤去を求められたが、ドナルド・トランプは自宅の裏庭にカッザーフィーのテントの設営を受け入れた。

### 高所恐怖症
告発サイトであるウィキリークスは、カッザーフィーは建物の2階より上階には滞在できないこと、長時間の航空機による移動や海上の飛行を嫌うなど、高所恐怖症である可能性を指摘した。

## 家族
7男1女で、長男のムハンマドは、カッザーフィーと第一夫人との間の子（ちなみに次男以降は全員第二夫人との間の子）で、リビアオリンピック委員会委員長であった。
次男のサイフ・アル＝イスラームは、1972年生まれで、2011年までカッザーフィー開発基金（旧：国際慈善基金）総裁を務め、2005年4月には愛知万博視察のために来日している。その際に日本のTBSテレビのインタビューを受けたことがある。また、愛知万博においてリビアをフレンドシップ国として交流していた田原市も訪れ、渡辺崋山の絵を寄贈している。2006年には国際慈善基金総裁としてフィリピンのイスラム武装組織アブ・サヤフに誘拐された人質の解放に一役買った。2009年にパンナム機爆破事件のメグラヒ懲役囚が末期がんを理由にスコットランドの拘置所から釈放された問題では釈放に向け積極的に動き、メグラヒと一緒に飛行機に乗りトリポリの空港に降り立った。近年、父親の政治を批判したり、国内の民主化が必要だとする発言を行うなどして注目された。2009年10月6日に父カッザーフィーが「サイフ・アル＝イスラームには、彼に役割を果たさせる地位が必要だ」と発言し、急きょ設けられた「人民社会指導部総合調整官」という職に就任した。後継者としての立場を強めたのではないかとも言われた。「人民社会指導部」は全人民会議、全人民委員会に助言を行う機関とされるが実態は不明。2010年6月、ロシアの首都モスクワで自身の描いた絵画の個展を開き、注目された。2011年2月の反政府デモに対してはテレビで武力弾圧を肯定する演説をおこなった。8月22日までに三男サーアディーと共に反カッザーフィー勢力に身柄を拘束されたと報道されたが、その日の夜に報道陣前に無事な姿を見せ抵抗継続を訴えている。その後行方がわからなくなったが、11月19日にリビア南部で身柄を拘束された。その後裁判にかけられ、2015年には銃殺刑が言い渡されたが、2017年6月に恩赦により釈放。2018年12月に予定されていた大統領選挙への出馬を表明した ものの選挙は延期され続けており、2020年2月現在も実施されていない。
三男のアッ＝サーディーは、元プロサッカー選手。リビアの旧宗主国でもあるイタリアのサッカークラブ、ペルージャに入団したことは大きな話題となった。2002年日韓ワールドカップを見に日本に入国したことがあるが、成田空港で彼のボディガードが拳銃を所持していたために足止めをくらったことがある。彼はリビア軍の司令官の娘と結婚、選手引退後はリビアサッカー協会会長を務めていた。1996年にトリポリでサッカーの試合中に観客が暴動をおこし、通りに繰り出して「反カッザーフィー」を叫んだ事件では、サッカーの審判団がアッ＝サーディーがオーナーを務めるサッカークラブに有利な判定を連発したことが原因とされている。
四男のハーンニーバールは、海運会社を経営するビジネスマンだが、欧州での豪遊で知られ、パリでスピード違反事件を起こしてしまったり、スイスで婦女暴行事件を起こしたとして拘束されてしまったり（結局無罪放免となった）、数々のトラブルを起こしている。2009年12月22日にはスイスでの暴行事件を報じた際に自分の顔写真を掲載したとしてスイスの新聞「トリビューン・ド・ジュネーブ」に名誉棄損での損害賠償を求める訴えを起こした。また同25日にはイギリスの高級ホテルにボディーガードらと宿泊していたが部屋から女性の悲鳴が聞こえたためにホテル側が警察に通報し、警察が到着するとハーンニーバールの妻（元モデル）が顔から血だらけになっていたなどの騒ぎを起こしている。なお、妻は2011年リビア内戦の際にレバノンへ亡命を図ろうとしたものの、拒否されている。
五男のアル＝ムアタシム＝ビッラーフ は、リビア陸軍少尉で、過去、父親に反乱を企てたこともある。が、のちに父親はそれを許し、2009年には「国家安全保障顧問」という地位にあった。2009年、リビアと米国の今後の関係についてヒラリー・クリントン米国務長官と会談を行い父親の有力後継者として注目された。2011年10月20日、父親と共に死亡した。
六男はサイフ・アル＝アラブ。ドイツに留学経験のある学生とされるが、2011年4月30日夜、NATO軍の空爆で29歳で死亡したとリビア政府から発表された。政権運営にはほとんど関わっていなかったとされている。
七男のハミースはトリポリの軍学校で軍事学と科学の学士位を取得後、モスクワに留学しフルンゼ軍事学院（ru）とロシア連邦軍士官学校（ru）を卒業。2010年にはマドリードのIE ビジネススクールで修士位を取得した。
2011年リビア内戦ではリビア軍で最も重要とされる第32特殊連隊（通称ハミース旅団）の司令官に就任した。8月29日に死亡したとの発表が10月にあった。
長女のアーイシャは、弁護士で、イラク元大統領サッダーム・フセインの弁護団に加わると報道され（実際にはイラクに入国できず）、注目を浴びた。アーイシャは2006年に父親カッザーフィーのいとこと結婚した。2009年7月に、国連開発計画（UNDP）の親善大使に任命されていたが、2011年の内戦でリビア政府による市民への武力行使に対する措置としてその役を解任された。また内戦を避けマルタへ亡命を図ろうとしたものの、拒否されている。特定の部隊を率いているわけでは無いが、リビア軍将校の肩書があり、階級は陸軍中将である。
養女のハナは、1986年のアメリカ軍のリビア爆撃で死亡したとされ、2006年には爆撃20周年・ハナ死亡20年の追悼行事が開催されたが、2011年リビア内戦によるトリポリ陥落後、実は生存しており、医師としてトリポリの病院に勤務していたとの報道もなされた（ハナ死亡後に養女とした別の少女に再びハナと名付けたという説もある）。
甥のムハンマド・ムフタール・ラシュタルは、2007年よりニカラグア大統領のダニエル・オルテガの個人秘書や外交顧問を務めていた。

## 関連文献
- 最首公司『リビアの革命児カダフィ』ホーチキ商事出版部、1973年6月25日。
- 最首公司『カダフィとアラブ民族主義』ホーチキ商事出版部、1975年9月10日。
- 佐々木良昭『リビアがわかる本 激動の国リビアと中東の暴れん坊カダフィのすべて』ダイナミックセラーズ、1986年7月30日。
- 平田伊都子『カダフィ正伝』集英社、1990年。
- 水谷周（編）、2011年『アラブ民衆革命を考える』国書刊行会。